# VRT 2
VRT 2 is de overkoepelende naam voor de zenders Ketnet, Canvas, Sporza en de kleine Vlaamse kerkelijke omroepen. De naam VRT 2 wordt niet uitgedragen naar het publiek toe. Het is sinds december 1997 de officiële naam (op papier) voor het tweede televisiekanaal van de VRT. Initieel heette deze zender BRTN TV2, en daarvoor BRT2. In Nederland wordt de zender dikwijls aangeduid met de naam België 2.

## Ketnet
Ketnet is de kinder- en jeugdzender op VRT 2. Er worden programma's vertoond voor kinderen van alle leeftijden. 's Namiddags kunnen de allerkleinsten kijken naar programma's zoals Tik Tak, Musti, Hopla, De Tweenies, Pingu en Samson en Gert. Sommige programma's zijn thans niet meer op de buis, of worden slechts sporadisch vertoond.
Tussen de programma's door worden er in de "Ketnet Studio" gasten ontvangen en presentaties gedaan. Voor de groteren zijn er programma's als David de Kabouter, Beestenbos is Boos, Peperbollen, Skippy, Lassie, Groot Licht, Postbus X, Merlina, Interflix en het Disney Festival.
Ketnet werd in 2006 in drie delen gesplitst: K'tje voor kleuters en peuters, Ketnet voor de kinderen tot ongeveer 8 jaar, en Ketnet NT voor de "kinderen die Ketnet niet cool vinden".
Vanaf 1 mei 2012 krijgt Ketnet een eigen kanaal, en vanaf 14 mei zal Canvas (samen met de levensbeschouwelijke omroepen) de gehele zendtijd ter beschikking hebben.

## Canvas
Canvas zorgt voor de veeleer alternatieve programma's op VRT 2 en heeft de reputatie meer intellectuele televisie te brengen.

### Programma's op Canvas
- Sporza
- Terzake
- De rechters
- Per Seconde Wijzer
- Histories
- In alle staten
- Overleven
- Poirot
- Rare Streken
- Verdeel en Heers
- Nachtwacht
- Panorama
- Villa politica

## Levensbeschouwelijke omroepen
De programma's van de levensbeschouwelijke omroepen werden uitgezonden onder de noemer van de uitzendingen door derden. Deze uitzendingen werden eind 2015 gestopt.

### Lichtpunt
Lichtpunt is de vrijzinnige, levensbeschouwelijke omroep van de VRT. De tv-uitzendingen van omroep Lichtpunt worden uitgezonden op zondagavond op VRT 2, omstreeks 23.00 uur. De aangehaalde thema's in de uitzendingen worden geanalyseerd vanuit een ethische, en niet vanuit een politieke of partijpolitieke invalshoek. Lichtpunt brengt interviews met vooraanstaande binnen- en buitenlandse filosofen, auteurs, wetenschappers, stevige eigen reportages, interessante buitenlandse documentaires en enkele speelfilms die net een tikkeltje anders zijn dan het doorsnee filmaanbod.

### KTRO
De Katholieke Televisie- en Radio-Omroep vzw produceert de radio- en televisieprogramma's Braambos op de VRT. Braambos is te bekijken op VRT 2, tweewekelijks op zondagavond rond 22.30 uur.

### ERTS
ERTS, De Evangelische Radio- en Televisie Stichting is de Vlaamse evangelische omroep die programma's verzorgen in het kader van de zendtijd voor levensbeschouwelijke verenigingen. ERTS werd in 1995 opgericht, en ging het jaar daarop van start met de eerste tv-uitzendingen.

### Overige Vlaamse omroepen
- IGU (Israëlitische Godsdienstige Uitzendingen)
- Orthodoxie (Orthodoxe omroep)
- PRO (Protestantse Omroep).